# Castello di Dolbadarn
Il castello di Dolbadarn è stato costruito per volere del sovrano gallese Llywelyn il Grande fra il 1220 ed il 1230, alla base del passo di Llanberis nel Galles settentrionale.
Il castello divenne importante sia dal punto di vista militare che come simbolo del potere del sovrano gallese. Nel 1284 venne conquistato da Edoardo I d'Inghilterra, che ne trasse alcune travi perché fossero utilizzate per la costruzione del nuovo castello di Caernarfon.
In abbandono dal XVIII secolo, nel XIX secolo venne usato come fonte d'ispirazione per i pittori che s'interessavano del Sublime e del Pittoresco. Attualmente è di proprietà del Cadw ed è aperto al pubblico.

## Dolbadarn sotto la guida di Llywelyn il Grande
Il castello venne costruito per volere di Llywelyn il Grande. Llywleyn aveva iniziato il proprio regno controllando soltanto il Gwynedd, ma presto il suo potere crebbe e il re estese la sua influenza su buona parte del Galles nei primi anni del XIII secolo. Il sovrano doveva confrontarsi sia la minaccia rappresentata dal re d'Inghilterra sia con la necessità di mantenere il controllo sopra i gallesi: come parte di questa strategia costruì all'inizio del 1220 Castell y Bere, con un'innovativa struttura in pietra, e subito dopo iniziò la costruzione del castello di Dolbadarn, con due grosse torri di pietra. È possibile che il castello sia stato edificato sopra i resti di un'antica fortificazione voluta da Maelgwn ap Cadwallon un antico sovrano del Gwynedd, anche se tali resti non sono mai stati rinvenuti.
Il castello venne costruito ai piedi del passo di Llanberis in modo che guardasse il lago di Llyn Padarn, nel Galles del nord. La posizione scelta permetteva il controllo di un importante passo di montagna e di proclamare la propria autorità di signore sopra le montagne e le coste gallesi.
Llywelyn fece sposare il proprio figlio Dafydd ap Llywelyn con Isabella de Braose (1222 circa-1248 circa), figlia di Guglielmo di Braose potente signore normanno delle Marche gallesi, che aveva il dominio di Brecon, Builth ed Abergavenny. I castelli dei signori delle Marche erano in pietra e comprendevano maschi circolari integrati in un sistema di mura: a seguito del matrimonio del figlio sembra che Llywelyn abbia iniziato una nuova fase di costruzione del castello di Dolbadarn attorno al 1240, aggiungendo questi elementi le aggiunte furono probabilmente determinate dal desiderio sia di applicare le nuove tecnologie militari in campo architettonico, sia di eguagliare il prestigio dei suoi nuovi alleati del sud.

## Conquista inglese
Con la morte di Llywelyn l'11 aprile 1240 il potere del Gwynedd cominciò a declinare rapidamente e molte delle sue terre più orientali furono prese da Enrico III d'Inghilterra nel 1247. Il nipote di Llywelyn, Llywelyn III, prese il potere nel 1255 ed imprigionò il fratello Owain II prima di iniziare una campagna che lo portò a riconquistare parti del paese che erano state perse. Owain venne rilasciato solo nel 1277. Il poeta gallese Hywel Foel ap Griffri ap Pwyll Wyddel scrisse che il principe era stato imprigionato in una torre rotonda e gli storici credono che si tratti del maschio di Dolbadarn.
Nella prosecuzione del conflitto fra gallesi e inglesi, Llywelyn trovò la morte l'11 dicembre del 1282 presso Builth; gli successe Dafydd ap Gruffydd, ma nel 1283 fu spinto verso sud nello Snowdonia e dal mese di maggio il suo governo fece base al castello di Dolbadarn.
Edoardo, allo scopo di prevenire future ribellioni nel paese, fece costruire altri castelli e dotò le città di mura, rimpiazzando il vecchio sistema di governo gallese con uno nuovo che faceva capo alla città di Caernarfon. Dolbadarn perse dunque di importanza e nel giro di pochi anni alcune delle sue travi vennero prelevate e usate per la costruzione del nuovo castello di Caernarfon, un'azione al contempo pratica e simbolica perché gli inglesi si erano dimostrati in grado di distruggere uno dei più antichi simboli di potere gallesi.

## Abbandono
Nei secoli successivi il castello venne usato come maniero per tutto il XIV secolo.
Dal XVIII secolo rimase disabitato e cadde in rovina.
Dal 1760 in poi divenne un punto di attrazione per i pittori dello stile del Sublime e del Pittoresco: il castello offriva il contrasto fra il profilo delle sue rovine sullo sfondo del lago e dei monti. Tra i pittori che lo rappresentarono sono William Turner, Richard Wilson (pittore)Richard Wilson e Paul Sandby.
Nel 1943 l'ultimo proprietario, sir Michael Duff (1907-1980), donò le rovine al cadw che ne detiene ancora oggi la proprietà.

## Architettura
Il castello di Dolbadarn comprende un cortile circondato da numerose torri e un maschio. È stato costruito in ardesia di color verde e viola, a secco, per lo più senza malta, ad eccezione del maschio.
Il cortile segue la forma naturale della collina ed è protetto da un muro di cortina che in origine aveva circa 5 m d'altezza e conserva oggi l'altezza di circa 1 m).
Della costruzione originale solo il maschio ha conservato un'altezza ragguardevole, di circa 14 m. In origine era dotato di un parapetto con merlatura. Secondo lo stile di costruzione del Galles meridionale nel XIII secolo, l'entrata è posta al primo piano ed in origine doveva essere stata protetta da un portico. Il maschio era dotato anche di una saracinesca che poteva essere sollevata attraverso la finestra posta al secondo piano dell'edificio.
Gli ambienti interni del maschio hanno perso i pavimenti, ma si conservano le scale interne che portavano ai piani superiori. Il secondo piano era costituito da una grande sala, dotata di focolare e latrina.
La torre rettangolare posta ad ovest era una struttura difensiva relativamente piccola, progettata per proteggere la pendenza occidentale del crinale, un'altra torre simile era stata posta a sorvegliare l'entrata del castello, a sud.